# Apophysis
Apophysis (Апофиз) (от греч. αποφυσις, отросток) редактор фрактальной графики с открытым исходным кодом для визуализации в Microsoft Windows. Разработан Марком Таунсендом (Mark Townsend) и переведён с языка С на язык программирования Delphi Скоттом Дрейвсом (Scott Draves) с добавлением графического пользовательского интерфейса. После этого он был улучшен и обновлён Питером Сдобновым (Peter Sdobnov), Петром Бо́рисом (Piotr Borys) и Рональдом Хордиком (Ronald Hordijk) (the SourceForge project developers). Apophysis лицензирован в соответствии с условиями Универсальной Общественной Лицензии (GPL).

## Обзор
Apophysis имеет много возможностей для создания и редактирования фрактальных изображений; в его состав входит редактор который позволяет напрямую редактировать составные фрактальные изображения в специальном окне; в этом же окне, в случайном порядке применяются редактируемые треугольники; в отдельном окне регулируется цвет и расположение изображения. Пользователи имеют возможность экспортировать фрактальные изображения в другие фрактальные программы, например, такие как FLAM3. Существует отдельная версия Apophysis (созданная разработчиком Georg Kiehne в 2009 г. программа Apophysis 7x), которая поддерживает 3D формат, хотя все расчеты производятся в 2D пространстве.

## Скрипты
В Apophysis используется библиотека скриптов «Scripter Studio» что позволяет пользователям писать собственные сценарии, с помощью которых возможно либо создавать новые формы, либо редактировать уже существующие и т.д.

## Галерея

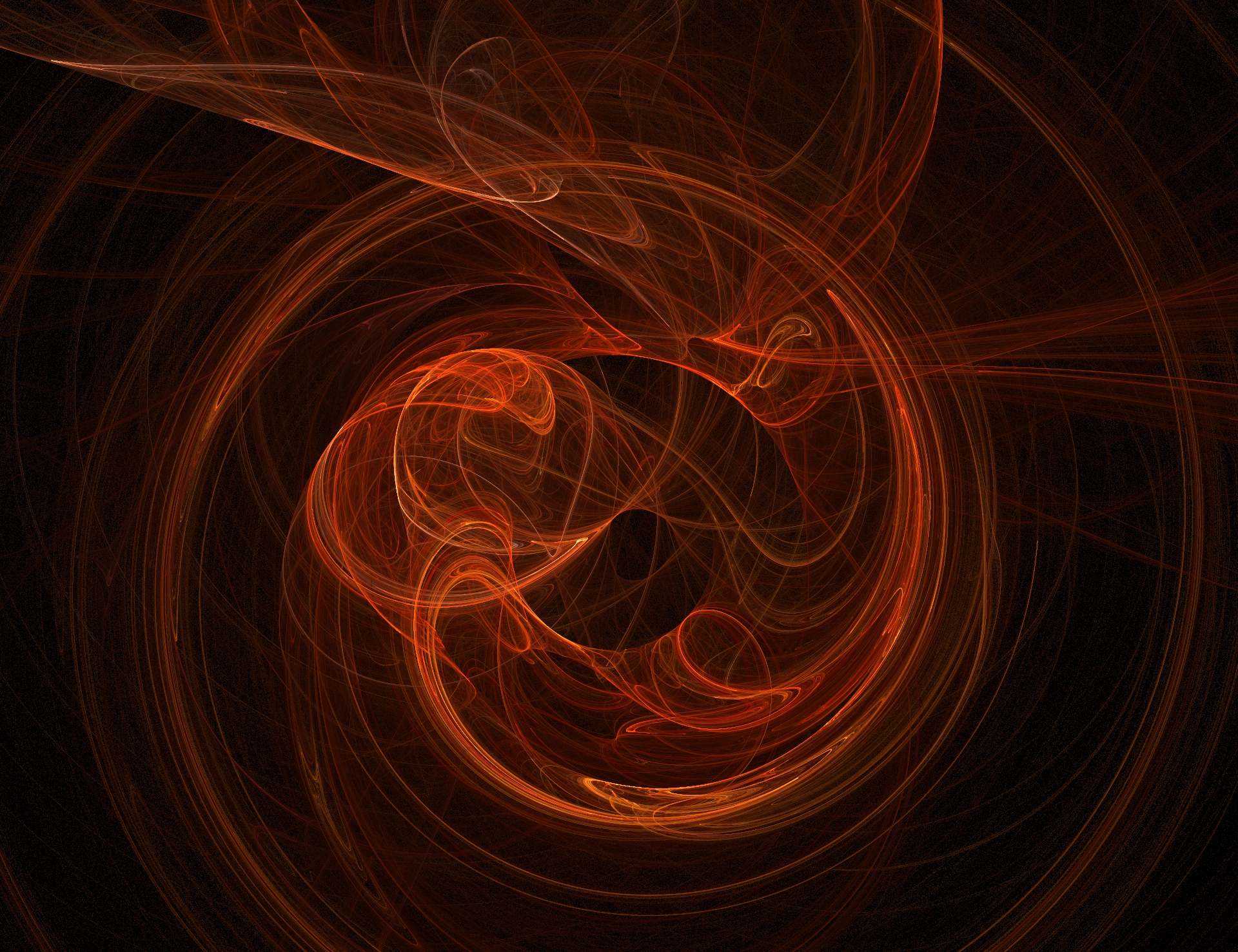
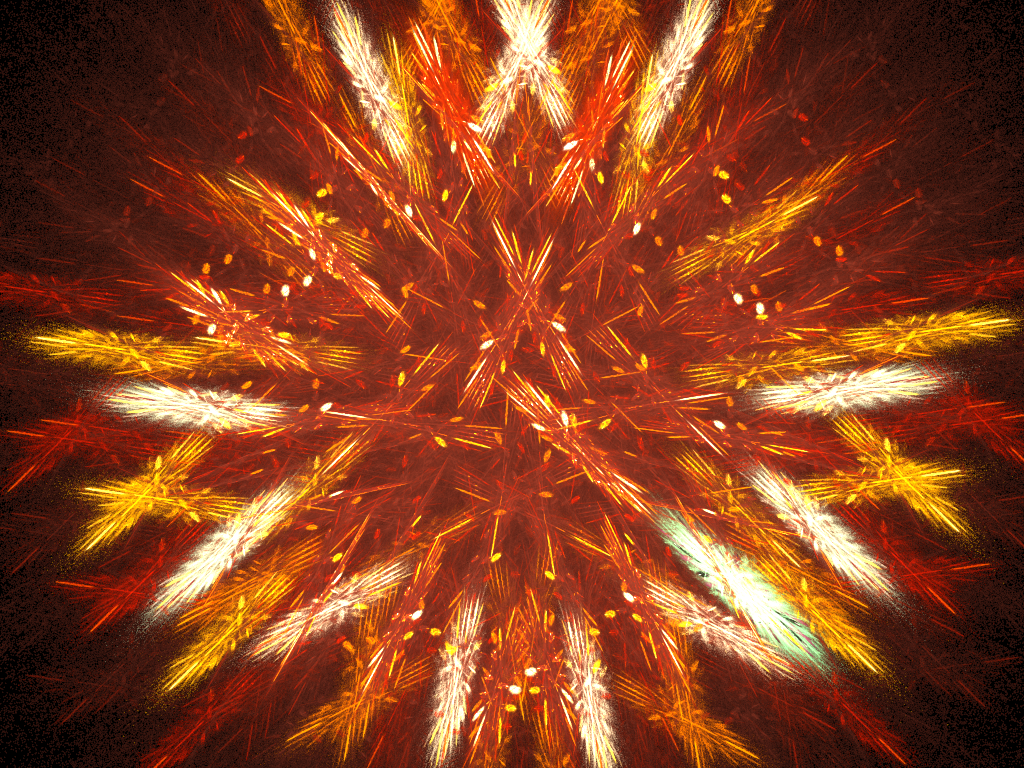
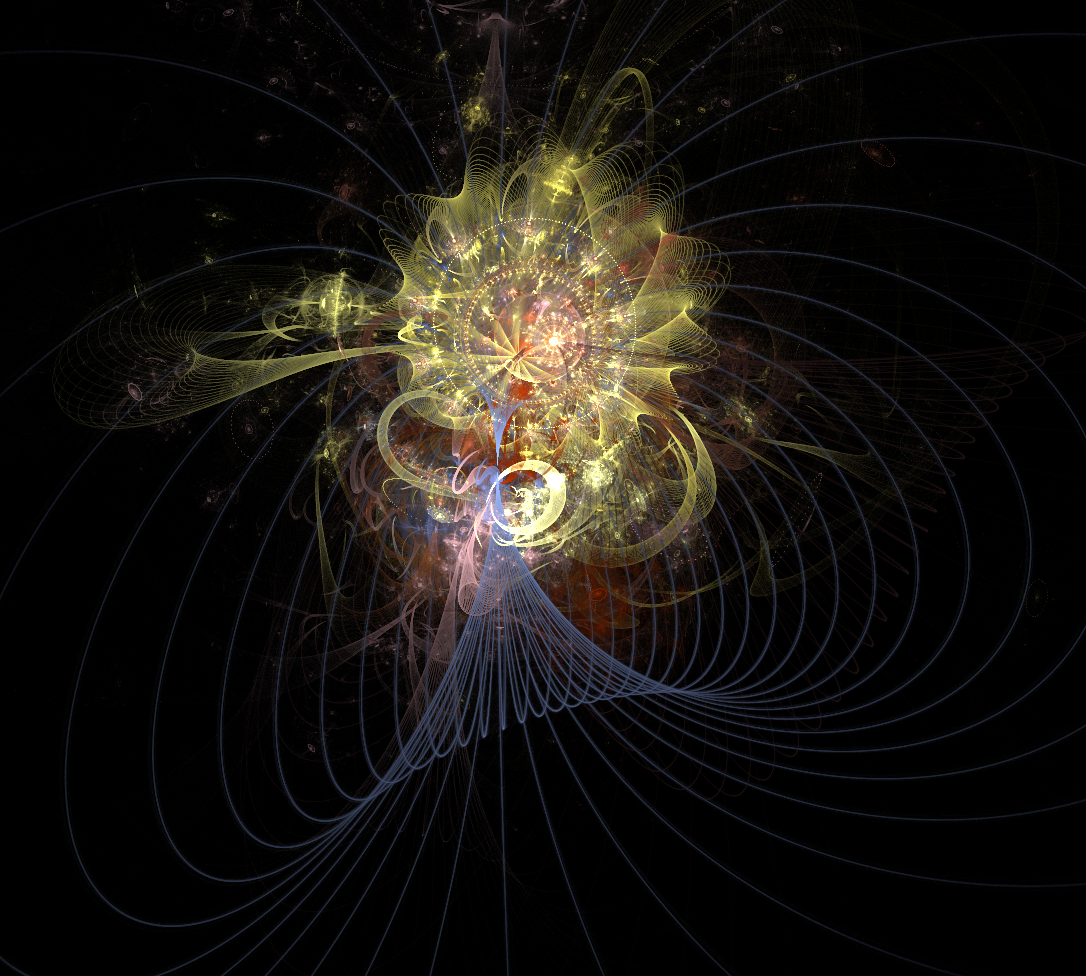
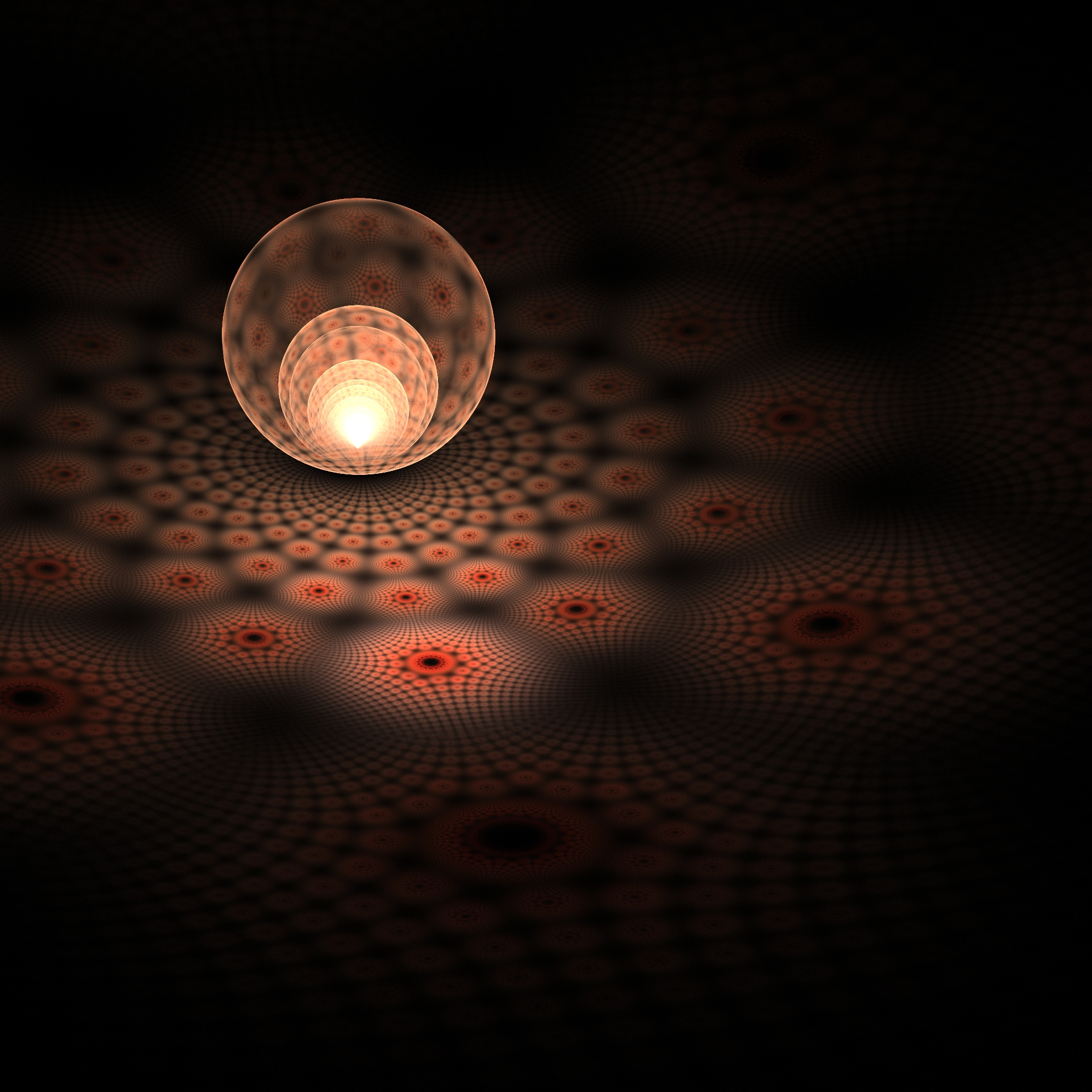